# Kravica (slap)
Kravica je slap u Bosni i Hercegovini, a nalazi se 10 km od Međugorja, u mjestu Studenci kod Ljubuškog. Nalazi se na rijeci Trebižat i ima širinu od 120 metara i visinu od oko 28 metara. Nekoć su uz slap bili aktivni mnogi mlinovi i stupe za valjanje sukna. Dvadesetak kilometara uzvodno na Trebižatu nalazi se i slap Koćuša.